# David Wesely
David Wesely (15 de marzo de 1945) es un wargamer, diseñador de juegos y desarrollador de videojuegos. Durante su juventud fue miembro de la Midwest Military Simulation Association, una asociación dedicada a los wargames con sede en Minneapolis-St. Paul. Dave Arneson lo señaló como la persona a quien se le ocurrió la idea de los juegos de rol.

## El "Braunstein"
En 1967, Wesely fungió como árbitro de un wargame Napoleónico en un poblado alemán ficticio llamado Braunstein. Como era usual, dos jugadores actuaron como comandantes de las armadas en conflicto pero, debido a su interés en los juegos para múltiples jugadores, Wesely asignó roles adicionales de naturaleza no militar. Por ejemplo, tenía jugadores actuando como alcalde, banquero y rector universitario. Cuando dos jugadores se retaban a duelo, Wesely debió improvisar las reglas para el encuentro en ese momento. Aunque Wesely pensó que los resultados fueron caóticos y el experimento un fracaso, los demás jugadores disfrutaron el aspecto de actuar según sus roles y le pidieron que organizara otro juego.
De esa manera Wesely contribuyó al desarrollo de los juegos de rol al introducir: (1) una correspondencia unívoca entre jugador y personaje, y (2) reglas abiertas que permitieran a los jugadores intentar cualquier acción, con el resultado de la acción determinado por el árbitro.
El Braunstein de Wesely se inspiró en Diplomacy, un juego de mesa que requiere que los jugadores negocien entre cada turno. La idea del árbitro fue tomada de Strategos: The American Game of War (1880) de Charles Totten. Wesely también leyó y citó como influencias a Conflict and Defense: A General Theory (1962) de Kenneth E. Boulding y The Compleat Strategyst (1954) de J.D. Williams.
Posteriormente Wesely invento un nuevo escenario en el cual los jugadores intentan efectuar o evitar un golpe de Estado en una pequeña república latinoamericana. Dave Arneson, otro miembro de MMSA, tomó el papel de árbitro en este escenario, que también fue conocido como un "Braunstein". En 1971, Arneson desarrolló un Braunstein localizado en un mundo fantástico llamado Blackmoor, precursor de Dungeons & Dragons.

## Vida profesional
Wesely obtuvo su grado de licenciatura en física en la Universidad Hamline en 1967 y su maestría en la Universidad de Kansas en 1969.
Se unió a las reservas del ejército de Estados Unidos en 1968. Sirvió activamente en el ejército de 1970-1973 y de nuevo de 1976-1977. Continuó sirviendo en las reservas hasta 1990, alcanzando el rango de mayor.
TSR, Inc. publicó Valley Forge, un reglamento para miniaturas de Wesely, in 1976. El juego de tablero de Wesely, Source of the Nile (1977,1979) fue publicado por Discovery Games y posteriormente por Avalon Hill.
A principios de los 80s Wesely trabajó como desarrollador de software para Coleco, portando los arcades Zaxxon y Spy Hunter a la videoconsola ColecoVision.
Wesely ha asistido regularmente a GenCon y Origins desde 1995, participando en seminarios.

## Reglamentos para miniaturas
- Strategos N (autopublicado 1967, 1970)
- Bombers and Battleships (autopublicado, 1969)
- Valley Forge (TSR, Inc., 1976)
- Valley Forge II (autopublicado, 1976)

## Juegos de tablero
- Source of the Nile (Discovery Games, 1978, 2003, Avalon Hill, 1980)

## Videojuegos
- RAF:The Battle of Britain (Discovery Games, 1980)
- Winged Samurai (Discovery Games, 1980)
- MiGs and Messershcmitts (Discovery Games, 1980)
- Jagdstaffel (Discovery Games, 1980)
- Computer Acquire (Avalon Hill, 1979)
- Zaxxon (Coleco, 1982),
- Spy Hunter (Coleco, 1983),
- Chennault's Flying Tigers (Discovery Games, 1983)
- SubRoc-3D (Coleco, 1984)